# Kenny Smith
Kenneth "Kenny" Smith (Queens, 8 de março de 1965) é um ex-basquetebolista norte-americano que foi duas vezes campeão da NBA jogando pelo Houston Rockets (1994 e 1995).